# Meliana
Meliana è un comune spagnolo di 10 395 abitanti situato nella comunità autonoma Valenciana, a nord-est della città di Valencia.